# Iglekärr, Halland
Iglekärr är en sjö i Kungsbacka kommun i Halland och ingår i Kungsbackaån-Göta älvs kustområde. Iglekärr ligger i Sandsjöbacka Natura 2000-område. Sjön är 6,6 meter djup, har en yta på 0,02 kvadratkilometer och är belägen 74 meter över havet.